# Логунов Анатолій Олексійович
Анатолій Олексійович Логунов (30 грудня 1926, село Обшаровка Самарського повіту Самарської губернії, тепер Приволзького району Самарської області, Російська Федерація — 1 березня 2015, місто Москва) — радянський і російський діяч, ректор Московського державного університету імені М. В. Ломоносова, академік і віцепрезидент Академії наук СРСР. Кандидат у члени ЦК КПРС у 1981—1986 роках. Член ЦК КПРС у 1986—1990 роках. Депутат Верховної Ради РРФСР 9-го скликання. Депутат Верховної Ради СРСР 9—11-го скликань. Герой Соціалістичної Праці (23.01.1980). Доктор фізико-математичних наук (1960), професор (1961), заслужений професор МДУ (1999). Член-кореспондент (з 26.11.1968), дійсний член (з 28.11.1972) Академії наук СРСР (Російської академії наук).

## Життєпис
Народився в родині робітників. У 1946 році закінчив середню школу № 4 в місті Кузнецьку Пензенської області, вступив до Куйбишевського авіаційний інститут, але незабаром в зв'язку з переїздом родини в Москву перевівся на рідіотехнічний факультет Московського державного університету імені Михайла Ломоносова (МДУ). Екстерном склав іспити за три курсу фізичного факультету МДУ і продовжив навчання на фізичному факультеті.
У 1951 році з відзнакою закінчив фізичний факультет, а в 1953 році — аспірантуру Московського державного університету імені Михайла Ломоносова.
У 1954—1956 роках — асистент кафедри теоретичної фізики МДУ.
У 1956—1963 роках — заступник директора з науки Лабораторії теоретичної фізики Об'єднаного інституту ядерних досліджень (ОІЯД, місто Дубна Московської області).
Член КПРС з 1960 року.
У 1963—1974 і 1993—2003 роках — директор Інституту фізики високих енергій (ІФВЕ, місто Протвино Московської області). З 1974 року і до кінця життя був науковим керівником ІФВЕ. У 1978—1980 роках — професор і науковий керівник кафедри методів дослідження швидкоплинних процесів Московського фізико-технічного інституту (МФТІ).
Одночасно у 1970—1982 роках — завідувач кафедри фізики високих енергій (з 1982 року — кафедри квантової теорії і фізики високих енергій) фізичного факультету МДУ. З 1970 року — член Вченої ради фізичного факультету МДУ, з 1977 року — член Вченої ради МДУ.
З 26 листопада 1974 року по 19 грудня 1991 року — віцепрезидент і член Президії Академії наук СРСР.
Одночасно у 1977—1992 роках — ректор Московського державного університету імені Михайла Ломоносова (МДУ).
Указом Президії Верховної Ради СРСР від 23 січня 1980 року за великі заслуги в розвитку науки і підготовці висококваліфікованих кадрів Логунову Анатолію Олексійовичу присвоєно звання Героя Соціалістичної Праці з врученням ордена Леніна і золотої медалі «Серп і Молот».
З 1991 року — радник Президії Російської академії наук. З 1992 року — радник ректора Московського державного університету імені Михайла Ломоносова і науковий керівник Інституту теоретичних проблем мікросвіту імені Боголюбова МДУ.
Автор понад 500 наукових праць. Систематичний виклад вихідних принципів релятивістської теорії гравітації та її основних результатів дано в монографіях А.Логунова і М. Мествірішвілі «Релятивістська теорія гравітації» (1989) і А. Логунова «Теорія гравітаційного поля» (2000). Член редакційних колегій та редакційних рад низки наукових журналів, головний редактор щорічника «Наука і людство» (1977—1991), заступник головного редактора (1980—1989) і головний редактор (1989) журналу «Теоретична і математична фізика».
Голова Ради по автоматизації наукових досліджень АН СРСР (1974—1975), заступник голови Комісії з атомної енергії АН СРСР (1976—1991), голова Секції фізико-технічних і математичних наук Президії АН СРСР (1974—1977), голова Ради з підготовки наукових кадрів АН СРСР (1977—1984), член Комісії з ядерної фізики АН СРСР (1983—1991), керівник Державної програми СРСР з фізики високих енергій (1987—1991), член Державного комітету з народної освіти СРСР (1989—1991).
Іноземний член Болгарської Академії наук (1978), Академії наук Німецької Демократичної Республіки (1978). Почесний доктор Берлінського, Братиславського, Софійського (1978), Гаванського, Токійського (1981), Бєлградського, Тітоградського, Чорногорського, Гельсінського університетів, Карлова університету (1978, Прага), японських університетів «Соха-Гаккай» (1981) і «Токай Дайгаку» (1982).

## Нагороди і звання
- Герой Соціалістичної Праці (23.01.1980)
- чотири ордени Леніна (26.04.1971; 17.09.1975; 23.01.1980; 29.12.1986)
- орден «Знак Пошани» (7.03.1962)
- орден «За заслуги перед Вітчизною» ІІ ст. (Російська Федерація) (14.01.2002)
- орден «За заслуги перед Вітчизною» ІІІ ст. (Російська Федерація) (28.08.1995)
- орден «Полярної зірки» (1976, Монголія)
- орден «Заслуг» ступеня Командора (1986, Польща)
- орден Дружби (Чехословаччина, 1986),
- орден «Югославського прапора» (1987, Югославія).
- медаль «За доблесну працю. В ознаменування 100-річчя з дня народження Володимира Ілліча Леніна» (1970)
- Золота медаль «За заслуги перед наукою і людством» (Чехословаччина)(1977)
- Золота медаль імені Ляпунова (1980)
- медалі
- Ленінська премія (1970)
- дві Державні премії СРСР у галузі науки (1973, 1984)
- премія і медаль імені Джозайя Уїлларда Гіббса Міжнародної Академії Творчості (1992)
- премія НАН України імені М. М. Боголюбова (1996)
- премія імені М. В. Ломоносова І ст. (2001)